# Crkva Rođenja BDM na Husinu
Crkva Rođenja Blažene Djevice Marije je rimokatolička župna crkva na Husinu.
Nedaleko od husinske crkve nalazi se i Zavjetna kapela Gospe Husinske.

## Povijest
Kada je 1997. godine blaženi papa Ivan Pavao II. došao u Sarajevo, još onda su predvidjeli da kamen temeljac koji je papa blagoslovio budu ugrađeni u temelje nove župne crkve Rođenja BDM na Husinu. Blagoslovu temelja nove župne crkve na Husinu kod Tuzle rujna 2013. godine nazočilo je visoko izaslanstvo HDZ-a BiH predvođeno predsjednikom Draganom Čovićem, dopredsjedateljem Doma naroda Parlamentarne skupštine BiH i predsjednikom Hrvatskog narodnog sabora BiH. Kamen temeljac zajedno su položili nadbiskup metropolit vrhbosanski kardinal Vinko Puljić i predsjednik HDZ-a BiH Dragan Čović.
8. kolovoza 2013. je godine počela gradnja nove crkve na Husinu. I kardinal Puljić je blagoslovio kamen temeljac i početak gradnje crkve.
Izgradnju crkve su u pravom duhu ekumenske suradnje pomogli muslimani iz Cerika. Džematski odbor Cerika financijski je pomogao izgradnju nove katoličke crkve u Husinu.
8. rujna 2015. na blagdan patrona, Rođenja Blažene Djevice Marije odnosno Malu Gospu. Svetu Misu uočnicu predvodio je generalni vikar vrhbosanske nadbiskupije mons. Luka Tunjić. Slavilo se i pokrivanje nove župne crkve. Na sam blagdan misu je slavio nadbiskup metropolit vrhbosanski kardina Želimir Puljić.